# Oberauhof
Oberauhof (oberfränkisch: Öwe-au-huf) ist ein Gemeindeteil der Großen Kreisstadt Kulmbach im Landkreis Kulmbach (Oberfranken, Bayern). Oberauhof liegt in der Gemarkung Melkendorf.

## Geografie
Der Weiler liegt in der Talebene des Weißen Mains. Im Norden grenzt eine Seenplatte an, das Naherholungsgebiet Mainaue. Ein Anliegerweg führt nach Melkendorf (0,9 km östlich).

## Geschichte
Der Ort wurde 1398 als „Trogerstorff“ erstmals urkundlich erwähnt. Das Bestimmungswort war Truogheri, der Personenname des Siedlungsgründers. 1740 wurde der Hof erstmals „Oberauhof“ genannt, eine Angleichung an Unterauhof, das ursprünglich schon so hieß (1372 „Nyderawe“). Der Name leitet sich von der Flurbezeichnung Au ab.
Gegen Ende des 18. Jahrhunderts bestand Oberauhof aus 2 Anwesen. Das bayreuthische Stadtvogteiamt Kulmbach übte das Hochgericht aus und hatte zugleich die Dorf- und Gemeindeherrschaft. Der Bischöfliche Lehenhof Bamberg war Grundherr der beiden Söldengütlein.
Von 1797 bis 1810 unterstand der Ort dem Justiz- und Kammeramt Kulmbach. Mit dem Gemeindeedikt wurde Oberauhof dem 1811 gebildeten Steuerdistrikt Melkendorf und der 1812 gebildeten gleichnamigen Ruralgemeinde zugewiesen. Am 1. Juli 1976 wurde Oberauhof im Zuge der Gebietsreform in Bayern nach Kulmbach eingegliedert.

### Einwohnerentwicklung
| Jahr      | 001818 | 001861 | 001871 | 001885 | 001900 | 001925 | 001950 | 001961 | 001970 | 001987 |
| Einwohner | 10     | 9      | 10     | 11     | 8      | 7      | 18     | 11     | 10     | 6      |
| Häuser    | 2      |        |        | 2      | 2      | 2      | 2      | 2      |        | 3      |
| Quelle    | [ 9 ]  | [ 12 ] | [ 13 ] | [ 14 ] | [ 15 ] | [ 16 ] | [ 17 ] | [ 18 ] | [ 19 ] | [ 1 ]  |

## Religion
Oberauhof ist seit der Reformation evangelisch-lutherisch geprägt und nach St. Aegidius (Melkendorf) gepfarrt.